# Calendários da Grécia Antiga

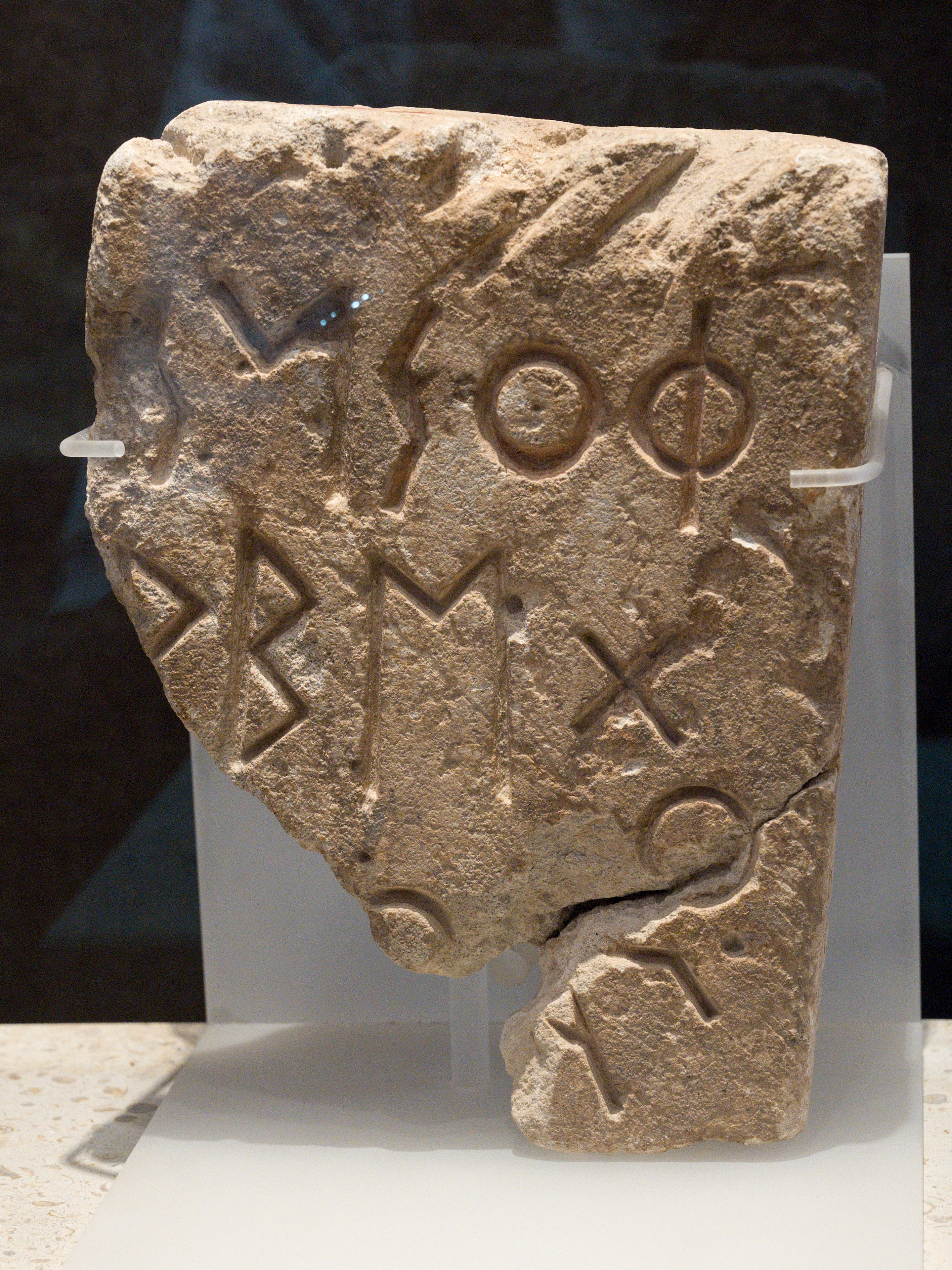
Calendário de festival religioso, mês Foinikaíos, Corinto, séc. VI a.C.

Diversos calendários gregos antigos iniciavam‑se, na maior parte dos Estados da Grécia Antiga, entre o outono e o inverno, à exceção do Calendário ático, que começava no verão.
Os gregos, já no tempo de Homero, dividiam o ano em doze meses lunares, mas então não se menciona mês ou dia intercalar Embolimos, perfazendo doze meses de 354 dias. Além da divisão do mês em dias, ele era segmentado conforme o crescimento e o decréscimo da lua. Cada cidade‑Estado possuía o seu próprio calendário, baseado no ciclo lunar e nas diversas festas religiosas ao longo do ano.
Os gregos atribuíam cada dia do mês a uma divindade específica; por exemplo, o sétimo dia de cada mês era dedicado a Apolo. O mês em que o ano se iniciava, bem como a nomenclatura dos meses, variava de Estado para Estado e, em certas regiões, não havia nomes: os meses eram distinguidos apenas numericamente (primeiro, segundo, terceiro…). Outra forma de marcar o tempo era a Olimpíada: indicava‑se que os Jogos Olímpicos acabavam de ocorrer e, como se realizavam a cada quatro anos, isso significava que não haveria novos jogos por mais três anos.
De importância fundamental para a reconstrução dos calendários regionais é o calendário de Delfos, graças aos numerosos documentos de manumissão de escravos ali encontrados, muitos datados tanto no calendário delfiano quanto em um calendário regional correspondente.
Somente no século II a.C. os calendários gregos adotaram um sistema numérico para nomear os meses. Acredita‑se que isso visava mais à uniformização entre as regiões do que à secularização do calendário. Os calendários numéricos também surgiram nas regiões federadas das ligas de Fócida, Lócrida Ozólide e Acaia.